# Ascarophis sobolevi
Ascarophis sobolevi is een rondwormensoort uit de familie van de Cystidicolidae. De wetenschappelijke naam van de soort is voor het eerst geldig gepubliceerd in 1989 door Parukhin.